# Aeroportul Flores
Aeroportul Flores (IATA: FLW, ICAO: LPFL) este un aeroport din Azore, Portugalia ce deservește zona Santa Cruz das Flores. Aeroportul a fost tranzitat în decembrie 2022 de 2.813 pasageri.
Situat la o altitudine de 35 m, aeroportul dispune de o singură pistă. Este operat de ANA – Aeroportos de Portugal⁠(d).